# Christoph Ransmayr

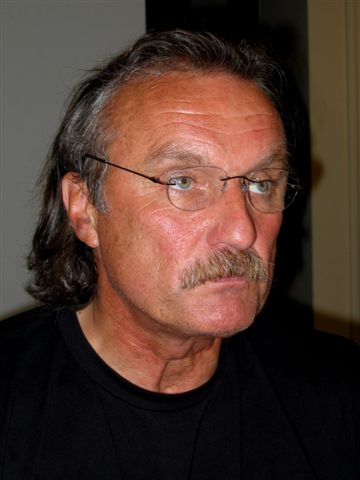
Christoph Ransmayr (Autor: Mariusz Kubik)

Christoph Ransmayr (* 20. března 1954, Wels, Horní Rakousy) je rakouský spisovatel.

## Biografie
Vyrůstal v malé obci Roitham v okrese Gmunden v rodině učitele, která neměla ani auto, ani televizor. Obecnou školu navštěvoval v Roithamu, druhý stupeň pak v Gmundenu. Maturitu složil roku 1972 na klášterním gymnáziu v Lambachu. Poté až do roku 1978 studoval na univerzitě ve Vídni filozofii a etnologii. Po studiu pracoval jako kulturní redaktor, od roku 1982 je již spisovatelem na volné noze.
Absolvoval delší cesty po Asii a Jižní i Severní Americe, během nichž navštívil Indonésii, Indii, Thajsko, Japonsko, Kanadu, USA, Mexiko, Brazílii či Paraguay. Žije v irském West Corku.
Je dlouholetým přítelem horolezce Reinholda Messnera.

### Próza
- Cox oder Der Lauf der Zeit: Roman.[10][11] Frankfurt am Main: S. Fischer, 2016. 304 S.
- Atlas eines ängstlichen Mannes. Frankfurt am Main: S. Fischer, 2012.
- Unterwegs nach Babylon. Spielformen des Erzählens. Frankfurt/M.: S. Fischer, 2008.
- Damen & Herren unter Wasser. Frankfurt am Main: S. Fischer, 2007.
- Der fliegende Berg: Roman. Frankfurt am Main: S. Fischer, 2006.
- Geständnisse eines Touristen: Ein Verhör. Frankfurt am Main: S. Fischer, 2004.
- Die Verbeugung des Riesen: Vom Erzählen. Frankfurt am Main: S. Fischer, 2003.
- Der Ungeborene oder Die Himmelsareale des Anselm Kiefer. Frankfurt am Main: S. Fischer, 2002.
- Der Weg nach Surabaya: Reportagen und kleine Prosa. Frankfurt am Main: Fischer Taschenbuch Verlag, 1999.
- Morbus Kitahara. Roman. Frankfurt am Main: S. Fischer, 1995.
- Die letzte Welt. Roman. Mit einem ovidischen Repertoire. Mit Zeichnungen von Amita Albus. Nördlingen: Greno, 1988 (= Die andere Bibliothek; 44).
- Die Schrecken des Eises und der Finsternis: Roman. Mit 28 Farbfotografien von Rudi Palla und 11 Schwarzweiß-Abbildungen. Wien, München: Brandstätter, 1984.
- Strahlender Untergang. Mit 28 Reproduktionen nach Fotografien von Willy Puchner. Wien: Brandstätter, 1982. (Nové vydání: Frankfurt/M.: Fischer, 2000)

### Drama
- Odysseus, Verbrecher. Schauspiel einer Heimkehr. Premiéra: Schauspiel Dortmund, 28. 2.2010, režie: Michael Gruner, tiskem: Frankfurt/M.: S. Fischer, 2010.
- Die Unsichtbare. Tirade an drei Stränden“. Premiéra: Salzburger Festspiele, Landestheater Salzburg, 24. 7. 2001, režie: Claus Peymann, tiskem: Frankfurt am Main: S. Fischer, 2001.

### Ostatní (spoluautor)
- POLLACK, Martin; RANSMAYR, Christoph. Der Wolfsjäger: Drei polnische Duette. Frankfurt am Main: S. Fischer Verlag, 2011. 80 s.

### České překlady
- Morbus kitahara (orig. 'Morbus kitahara'). 1. vyd. Praha : Volvox Globator, 1997. 326 S. Překlad: Jana Zoubková
- Poslední svět (orig. 'Die letzte Welt'). 1. vyd. Praha : ASA 2000, 1996. 236 S. Překlad: Alena Ságlová
- Děsy mrazu a temnoty (orig. 'Schrecken des Eises und der Finsternis'). Překlad: Pavla Weber. Vydání první. V Brně: Mapcards.net, 2019. 213 stran.